# Liste rechtsextremistisch und fremdenfeindlich motivierter Tathandlungen in Österreich
Die Liste rechtsextremistisch und fremdenfeindlich motivierter Tathandlungen in Österreich zählt rechtsextremistisch und fremdenfeindlich motivierte Straftaten seit dem Jahr 1991 auf. Sie erhebt keinen Anspruch auf Vollständigkeit. Die Angaben beziehen sich in erster Linie auf Angaben der Sicherheitsberichte, die im Auftrag der Österreichischen Bundesregierung verfasst wurden.
Erst seit dem Sicherheitsbericht von 1992 werden rechtsextremistisch und fremdenfeindlich motivierte Tathandlungen in Österreich systematisch erfasst.

## 1991
| Ort  | Bundesland     | Datum            | Beschreibung |
| ---- | -------------- | ---------------- | --- |
| Linz | Oberösterreich | 12. Januar 1991  | Brandanschlag unter Verwendung eines Molotowcocktails auf eine Moschee. Die Täter, die in rechtsextremen Kreisen vermutet werden, hatten weiters die Außenmauern der Moschee mit ausländerfeindlichen und antisemitischen Parolen besprüht. Es liegt keine Bekennung vor. |
| Wien | Wien           | 9. November 1991 | Das Islamische Zentrum wird durch zwei versuchte Brandanschläge und Beschmierungen mit NS- und ausländerfeindlichen Parolen stark beschädigt. Die drei ausgeforschten Täter gehören einer rechtsgerichteten Gruppierung mit der Bezeichnung „Kameradschaftsfront“ an.     |

## 1992
| Ort                         | Bundesland       | Datum              | Beschreibung |
| --------------------------- | ---------------- | ------------------ | --- |
| Traunkirchen                | Oberösterreich   | 16. Januar 1992    | Brandanschlag mit Molotowcocktail gegen die Flüchtlingsunterkunft Ettingen. Vier Täter, Anhänger von Gottfried Küssels VAPO, werden ausgeforscht.                                                   |
| St. Margarethen an der Raab | Steiermark       | 7. Februar 1992    | Brandanschlag auf den PKW eines afrikanischen Asylwerbers, Beschädigung weiterer PKWs vor der Flüchtlingspension Fuchs Proneg. Täter ausgeforscht.                                                  |
| St. Florian                 | Oberösterreich   | 22. Februar 1992   | Attacke auf einen rumänischen Staatsangehörigen mit Tränengas-Spraydose. Rassistische Bedrohung einer Person mit Gasrevolver.                                                                       |
| Donawitz                    | Steiermark       | 29. März 1992      | Geplanter Brandanschlag gegen ein Ausländerlokal durch sechs Personen. Vorbereitungshandlungen, keine Tatausführung.                                                                                |
| Wien                        | Wien             | 8. Juni 1992       | Brandanschlag auf eine Videothek in Wien-Ottakring durch Unbekannte. Anschlag wird mit den in der Auslage befindlichen Plakaten „Gegen Ausländerfeindlichkeit und Neonazis“ in Verbindung gebracht. |
| Kleinvolderberg             | Tirol            | 26. Juli 1992      | Brandanschlag und Schmieraktion mit Naziparolen an der Asylbewerberunterkunft Kleinvolderberg durch unbekannte Täter.                                                                               |
| Wien                        | Wien             | 30. Juli 1992      | Drei Schüsse aus einer Faustfeuerwaffe auf ein Pfarrheim, in dem bosnische Flüchtlinge untergebracht sind. Unbekannter Täter.                                                                       |
| Wien                        | Wien             | 7. September 1992  | Brandanschlag auf ein Flüchtlingslager durch unbekannte Täter. |
| Gutenstein                  | Niederösterreich | 10. September 1992 | Brandanschlag auf ein Asylwerberheim durch unbekannte Täter. |
| Linz                        | Oberösterreich   | 23. September 1992 | Brandanschlag auf ein Gastarbeiterwohnheim mit einem Molotowcocktail. |
| Kapfenberg                  | Steiermark       | 23. September 1992 | Inbrandsetzung einer Anschlagtafel mit Kundmachungen im Asylwerberheim Ramsauer. |
| Grinzens                    | Tirol            | 4. Oktober 1992    | Zwei betrunkene Jugendliche überfallen eine Gastarbeiterunterkunft und verletzen drei Angehörige einer jugoslawischen Familie.                                                                      |

## 1993
| Ort             | Bundesland | Datum            | Beschreibung |
| --------------- | ---------- | ---------------- | --- |
| Wien            | Wien       | 24. Januar 1993  | Schusswaffenattentat auf eine Flüchtlingsunterkunft. Unbekannter Täter. |
| Kapfenberg      | Steiermark | 7. Februar 1993  | Bombendrohung gegen das Asylwerberheim Ramsauer (siehe 23. September 1992). Täter ausgeforscht. |
| Wien            | Wien       | 5. März 1993     | Versuchter Brandanschlag auf das Pfarrheim St. Paul-Raho durch unbekannte Täter. |
| Wien            | Wien       | 24. April 1993   | Brandanschlag mit Molotowcocktails auf die Fassade eines von einem Staatsangehörigen aus dem ehemaligen Jugoslawien bewohnten Hauses. Täter ausgeforscht. |
| Bludenz         | Vorarlberg | November 1993    | In einem leerstehenden Gebäude in Bludenz, das zu einer Moschee umgebaut werden soll, bricht drei Mal in kurzer Zeit hintereinander Feuer aus. Sicherheitsdirektor Elmar Marent geht von Brandstiftung aus: „Ob es allerdings rechtsextreme, religiöse Hintergründe hatte, oder ob nachbarschaftliehe Animositäten im Spiel waren, ist ungewiß.“ Das an die Außenwand gesprühte Hakenkreuz, das als Symbol der Skinheads bekannte „Keltenkreuz“ und die SS-Runen weisen jedoch auf rechtsextreme Hintergründe hin. |
| Hartberg        | Steiermark | 3. Dezember 1993 | Der Pfarrer August Janisch wird durch eine Briefbombe an der linken Hand und im Gesicht schwer verletzt. |
| Wien            | Wien       | 3. Dezember 1993 | Die Moderatorin der ORF-Minderheitenredaktion Silvana Meixner wird durch eine Briefbombe an den Händen und im Gesicht schwer verletzt. |
| Wien            | Wien       | 4. Dezember 1993 | In der Caritas-Zentrale in Wien wird eine Briefbombe entdeckt, adressiert an den Präsidenten der Caritas Österreich, Helmut Schüller. Die Briefbombe wird abgefangen und entschärft. |
| Bad Radkersburg | Steiermark | 5. Dezember 1993 | Die Briefbombe, die an Wolfgang Gombocz, den Obmann des slowenischen Kulturvereins Artikel-VII, adressiert ist, wird abgefangen und entschärft. |

„Neben den angeführten Tathandlungen kam es […] zu zahlreichen anonymen Drohanrufen und Drohschreiben rechtsextremistischen, ausländerfeindlichen Inhaltes gegen Asylanten- und Flüchtlingsunterkünfte bzw. gegen einzelne ausländische Staatsangehörige.“

## 1994
| Ort      | Bundesland       | Datum           | Beschreibung |
| -------- | ---------------- | --------------- | --- |
| Hainburg | Niederösterreich | 19. Januar 1994 | Anonyme Drohschreiben an türkische Staatsangehörige. In diesen Briefen wurden sie aufgefordert „in ihr Heimatland zurückzukehren, ansonsten könnte es zu Anschlägen wie in Deutschland kommen“. |

## 1995
| Ort                | Bundesland | Datum           | Beschreibung |
| ------------------ | ---------- | --------------- | --- |
| Oberwart           | Burgenland | 5. Februar 1995 | Sprengstoffanschlag gegen Angehörige der ethnischen Minderheit der Roma in OberwartlBurgenland. Vier männliche Angehörige wurden bei dem Versuch, einen als Hinweistafel mit der Aufschrift „Roma zurück nach Indien“ getarnten Sprengkörper zu entfernen, getötet. |
| Stinatz            | Burgenland | 6. Februar 1995 | Detonation einer Rohrbombe. In der überwiegend von der kroatischen Volksgruppe bewohnten Ortschaft detonierte eine, in einer präparierten Spraydose applizierte Rohrbombe, welche im Bereich eines öffentlichen Altstoffsammelzentrums hinterlegt worden war. Die Explosion wurde durch einen Mitarbeiter des Umweltdienstes ausgelöst, der beim Versuch, den getarnten Sprengkörper zu entfernen, schwer verletzt wurde. |
| Bad Kleinkirchheim | Kärnten    | 25. März 1995   | Sachbeschädigung an den Autoreifen von insgesamt 9 PKWs mit ausländischer Zulassung. |